# Wolford (North Dakota)
Wolford ist eine Ortschaft im Pierce County im US-Bundesstaat North Dakota. Laut Volkszählung im Jahr 2000 hatte sie eine Einwohnerzahl von 50 auf einer Fläche von 0,4 km². Die Bevölkerungsdichte liegt bei 125 pro km².